# Pacific Nations Cup 2016
La Pacific Nations Cup del 2016 fue la 11.ª edición del torneo internacional de rugby que organiza la World Rugby. Tanto en este año como en el siguiente, sólo lo juegan los tres equipos originales de la competencia dado que también es el clasificatorio regional para Japón 2019.
Paralelamente la selección de rugby de Georgia realizó un tour por Oceanía para enfrentar a la selección que tuvo fecha libre del torneo.

## Equipos participantes
- Selección de rugby de Fiyi (Flying Fijians)
- Selección de rugby de Samoa (Manu Samoa)
- Selección de rugby de Tonga (ʻIkale Tahi)

## Posiciones
| Pos. | Equipo | Encuentros | Encuentros | Encuentros | Encuentros | Tantos  | Tantos    | Tantos     | Puntos Bonus | Puntos Totales |
| Pos. | Equipo | jugados    | ganados    | empatados  | perdidos   | a favor | en contra | diferencia | Puntos Bonus | Puntos Totales |
| ---- | ------ | ---------- | ---------- | ---------- | ---------- | ------- | --------- | ---------- | ------------ | -------------- |
| 1    | Fiyi   | 2          | 2          | 0          | 0          | 49      | 34        | + 15       | 0            | 8              |
| 2    | Samoa  | 2          | 1          | 0          | 1          | 46      | 36        | + 10       | 0            | 4              |
| 3    | Tonga  | 2          | 0          | 0          | 2          | 28      | 53        | - 25       | 1            | 1              |

Nota: Se otorgan 4 puntos al equipo que gane un partido y 2 al que empate
Puntos Bonus: 1 punto por convertir 4 tries o más en un partido y 1 al equipo que pierda por no más de 7 tantos de diferencia
|  | Campeón |

## Resultados

### Primera fecha[4]
| 11 de junio | Fiyi | 23 - 18 | Tonga | Estadio Nacional, Suva, Fiyi |                         |
|             |      | Reporte |       | Árbitro(s): Nigel Owens      | Árbitro(s): Nigel Owens |

### Segunda fecha
| 18 de junio | Fiyi | 26 - 16 | Samoa | Estadio Nacional, Suva, Fiyi |  |
|             |      | Reporte |       |                              |  |

### Tercera fecha
| 25 de junio | Samoa | 30 - 10 | Tonga | Apia Park, Apia, Samoa |  |
|             |       | Reporte |       |                        |  |

| Bandera de Fiyi |
| Campeón Fiyi    |
| Tercer título   |

## Tour de Georgia[5]
|  | Samoa | 19 - 19 | Georgia | Apia Park, Apia, Samoa                                 |                                                        |
|  |       | Reporte |         | Asistencia: 5500 espectadores Árbitro(s): Ben O’Keeffe | Asistencia: 5500 espectadores Árbitro(s): Ben O’Keeffe |

|  | Georgia | 23 - 20 | Tonga | Estadio Nacional, Suva, Fiyi |  |
|  |         | Reporte |       |                              |  |

| 25 de junio | Fiyi | 3 - 14  | Georgia | Estadio Nacional, Suva, Fiyi |  |
|             |      | Reporte |         |                              |  |